# أبحاث الخدمات الصحية (مجلة)
أبحاث الخدمات الصحية (بالإنجليزية: Health Services Research journal)‏ هي مجلة رعاية صحية محكمة، تنشر كل شهرين بواسطة وايلي بلاكويل [الإنجليزية] نيابة عن صندوق البحوث الصحية والتعليم [الإنجليزية]. بالإضافة إلى ذلك، فهي مجلة رسمية من أكاديمية الصحة [الإنجليزية]. رئيس التحرير هو أوستن فراكت [الإنجليزية] (جامعة بوسطن). تغطي المجلة الأبحاث والأساليب والمفاهيم المتعلقة بالتمويل والتنظيم والتسليم والتقييم ونتائج الخدمات الصحية.
وفقًا لتقارير الاستشهاد بالمجلات الأكاديمية، فإن عامل التأثير للمجلة لعام 2020 يبلغ 3.402، مما يجعلها في المرتبة 18 من أصل 88 مجلة في فئة "السياسة الصحية"  والمجلة 38 من أصل 108 في "علوم وخدمات الرعاية الصحية". 

## روابط خارجية
- الموقع الرسمي